# هری فوس
هری فوس (هلندی: Harry Vos; ۴ سپتامبر ۱۹۴۶ – ۱۹ مهٔ ۲۰۱۰) بازیکن فوتبال اهل هلند بود.
از باشگاه‌هایی که در آن بازی کرده‌است می‌توان به باشگاه فوتبال فاینورد، باشگاه فوتبال ادو دن هاخ، و باشگاه ورزشی پی‌اس‌وی آیندهوون اشاره کرد.